# Frank Peretti
Frank E. Peretti (13 januari 1951) is een schrijver die zich hoofdzakelijk bezighoudt met christelijke onderwerpen, met name die waar de geestelijke strijd een grote rol speelt. Hij is geboren in Canada en woont nu in Seattle, Washington.

## Boeken
- Cooper Kids Avonturen verhalen
  - De deur in de drakenbek (1993)
  - Ontsnapping van het eiland Aquarius (1993)
  - De grafkamers van Anak (1993)
  - Gevangen op de bodem van de zee (1993)
  - Het geheim van de steen in de woestijn (1996)
  - De dodelijke vloek van Toco-Rey (1996)
  - De legende van Annie Murphy (2000)
  - Blind vliegen (1999)
- Het Veritas Project
  - De vloek van Abel Frye (2000)(verfilmd)
  - Angst Academie (2004)
- Thrillers/Romans
  - De duisternis aanwezig (1989)
  - Licht door de duisternis (1992)
  - Tilly (1992)
  - De Profeet (1993)
  - De Eed (1996)
  - De Bezoeking (1999)
  - De verwonde geest (2001)
  - Monster (2005)
  - Het Huis (met Ted Dekker) (2006)
  - Illusie (2012)